# Cimetière américain de Draguignan
Le cimetière américain de Draguignan (en anglais : Rhone American Cemetery and Memorial) est un cimetière militaire créé en août 1944 et situé à Draguignan, dans le Var. 

## Historique
Il est créé en août 1944 par le Dr Angelin German lors de la Libération de Draguignan par le 551e Bataillon américain.
Le Souvenir Franco-Américain (SFA), de Draguignan, créé à l'initiative de Aimé Léocard et de Walter Warburton américain a célébré son 50e anniversaire en 2018 en rappelant l'importance des opérations aéroportées du débarquement de Provence en Dracénie.

## Description
Sur un espace verdoyant de 5 hectares sont rassemblées les sépultures de 861 soldats américains, dont 62 inconnus, morts durant les combats de 1944, lors de la reconquête du sud de la France. 
C'est un lieu unique dans le sud-est de la France car il honore le débarquement allié du 15 août 1944, appelé « opération Anvil Dragoon ». 
Un mur des disparus comporte le nom de 294 américains dont les corps ne furent jamais retrouvés ou identifiés.
Appuyée sur le mur des disparus, une gigantesque sculpture, « l’Ange de la paix » veille sur la chapelle qui abrite de splendides mosaïques. Une impressionnante carte de bronze en relief relate les opérations militaires.

### Sources et références
1. ↑  Le Souvenir Franco Américain
2. ↑  Dracénie, Le Magazine de la Communauté d'Agglomération no 50 printemps 2018, p. 24. Hommage et mémoire